# Aplysiopsis
Genre
Aplysiopsis est un genre de mollusques gastéropodes sacoglosses de la famille des Hermaeidae.

## Liste des espèces
Selon World Register of Marine Species (13 février 2016) :
- Aplysiopsis brattstroemi (Marcus, 1959)
- Aplysiopsis elegans Deshayes, 1853
- Aplysiopsis enteromorphae (Cockerell & Eliot, 1905)
- Aplysiopsis formosa Pruvot-Fol, 1953
- Aplysiopsis minor (Baba, 1959)
- Aplysiopsis nigra (Baba, 1949)
- Aplysiopsis orientalis (Baba, 1949)
- Aplysiopsis singularis Moro & Ortea, 2015
- Aplysiopsis sinusmensalis (Macnae, 1954)
- Aplysiopsis toyamana (Baba, 1959)